# Abborrtjärnen (Malå socken, Lappland, 725915-162068)
Abborrtjärnen är en sjö i Malå kommun i Lappland och ingår i Skellefteälvens huvudavrinningsområde.